# Spindelmutter

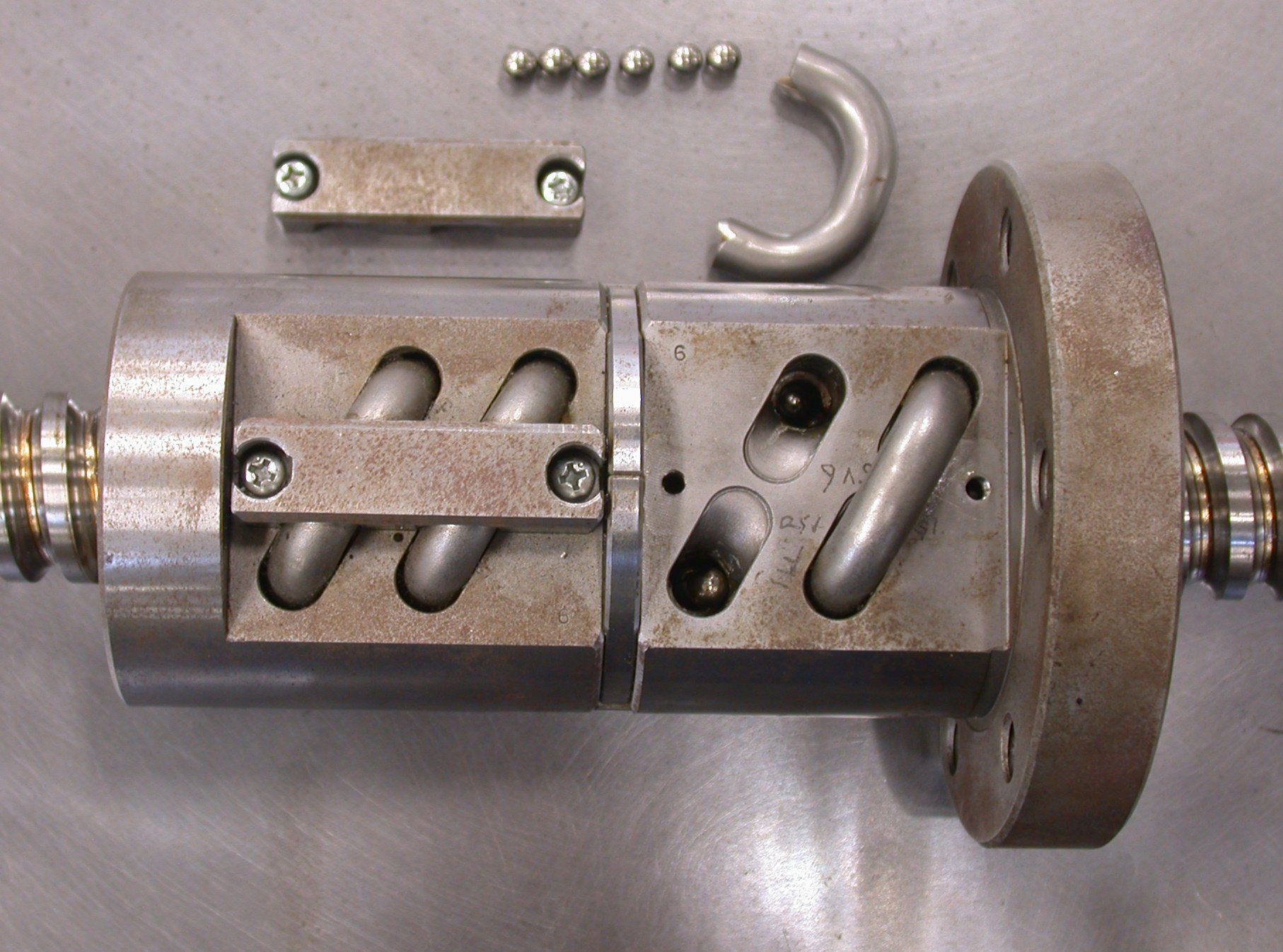
Spindelmutter eines Kugelgewindetriebes

Eine Spindelmutter, gelegentlich auch Bewegungsmutter genannt, ist ein Bauteil eines Trapezgewindetriebes, Kugelgewindetriebes oder Rollengewindetriebes in der Lineartechnik.

## Aufbau einer Kugelumlaufmutter
Die Spindelmutter eines Kugelgewindetriebes, auch Kugelumlaufmutter genannt, besteht aus einem Mutterkörper mit eingearbeiteten Kugelumläufen, einem Kugelrückführkanal und sogenannten Rückführhülsen (Tubes), die je nach Modell aus Stahl oder Kunststoff gefertigt sind und deren Befestigung an der Mutter variieren kann.
Der Mutterkörper kann mit oder ohne Flansch ausgeführt sein und bietet Raum für mehrere, tragende Kugelumläufe, wobei die Tragzahl des gesamten Kugelgewindetriebes von der Anzahl der tragenden Kugeln innerhalb der Spindelmutter abhängt. Spindelmuttern für Kugelgewindetriebe sind in einer genormten Ausführung als DIN Flanschmuttern oder DIN Doppelflanschmuttern erhältlich, werden aber auch in anbieterspezifischen Standards angeboten.
Bei der Kugelrückführung (häufig auch Kugelumlenkung bezeichnet) existieren bezüglich der Bauform die interne und die externe Kugelrückführung. Hierbei weist die interne Kugelumlenkung prinzipbedingt den kleineren Bauraum auf. Durch Einsätze in der Mutter werden die Kugeln am Ende des Gewindegangs leicht angehoben, um oberhalb dem Außendurchmesser der Spindel in den vorherigen Gewindegang zurückgeführt zu werden. Bei der externen Kugelrückführung wird die Kugel vollständig von der Spindel abgehoben und zum Beispiel durch eine Rückführhülse zurückgeleitet. 
Kugelumlaufmuttern werden passend zu den entsprechenden Spindeln mit unterschiedlichen Steigungen bei verschiedenen Durchmessern angeboten. Da Kugelgewindetriebe noch relativ wenig genormt sind, variieren die Abmessungen der Standardspindeln führender Hersteller zum Teil erheblich.
Die Angabe der Mutterngröße erfolgt anhand des nominellen Durchmessers der Gewindespindel und der Steigung dieser Spindel, wobei das Standardsortiment am Markt von sogenannten Miniaturmuttern für Spindelsteigungen von ca. 2 bis 16 mm bei einem nominellen Spindeldurchmesser zwischen 6 und 20 mm bis hin zu Muttern mit Steigungen von 50 mm und nominellen Durchmessern von bis zu 125 mm, reicht. Der reale Außendurchmesser der Kugelumlaufmuttern liegt technisch bedingt natürlich erheblich über dem Nenndurchmesser der zugehörigen Gewindespindel.
Die Länge der Spindelmutter hängt u. a. von der Anzahl der tragenden Kugelumläufe ab, die in einer solchen Mutter vorhanden sind, wobei die Gesamtgeometrie auch den Rückführkanal beinhaltet, der die Kugeln wieder an ihren Ausgangspunkt zurückführt und damit den Kreislauf schließt, in dem die Kugeln zirkulieren.

## Aufbau einer Rollenumlaufmutter

Aufbau einer Spindelmutter (Querschnitt)

Aufbau einer Spindelmutter: [1] Gewindespindel [2] Planetenträger [3] Planetenrolle [4] Führung [5] Körper Spindelmutter